# Habenaria tridens
Habenaria tridens är en orkidéart som beskrevs av John Lindley. Habenaria tridens ingår i släktet Habenaria och familjen orkidéer. Inga underarter finns listade i Catalogue of Life.